# Albumy numer jeden w roku 1996 (Japonia)
Notowanie Weekly Album Chart (jap. 週間アルバムランキング Shūkan Arubamu Chāto) przedstawia najlepiej sprzedające się albumy w Japonii. Publikowane jest ono przez magazyn Oricon Style, a dane kompletowane są przez Oricon w oparciu o cotygodniowe wyniki sprzedaży fizycznej albumów. Poniżej znajdują się tabele prezentujące najpopularniejsze albumy w danych tygodniach w roku 1996.

## Oricon Weekly Album Chart
| Data            | Album                                                                                      | Wykonawca              | Źródło |
| --------------- | ------------------------------------------------------------------------------------------ | ---------------------- | ------ |
| 1 stycznia      | Beauty and Harmony                                                                         | Miwa Yoshida           | [ 1 ]  |
| 8 stycznia      | wstrzymanie publikacji                                                                     | wstrzymanie publikacji | [ 1 ]  |
| 15 stycznia     | BACK BEATs #1                                                                              | Maki Ōguro             | [ 1 ]  |
| 22 stycznia     | BACK BEATs #1                                                                              | Maki Ōguro             | [ 1 ]  |
| 29 stycznia     | BACK BEATs #1                                                                              | Maki Ōguro             | [ 1 ]  |
| 5 lutego        | Hey Man (jap. ヘイ・マン)                                                                  | Mr. Big                | [ 1 ]  |
| 12 lutego       | Banzai (jap. バンザイ)                                                                     | Ulfuls                 | [ 1 ]  |
| 19 lutego       | BEAT out!                                                                                  | Glay                   | [ 1 ]  |
| 26 lutego       | LOOKING BACK                                                                               | Kazumasa Oda           | [ 1 ]  |
| 4 marca         | THE LIVE3                                                                                  | trf                    | [ 1 ]  |
| 11 marca        | King & Queen                                                                               | Tomoyasu Hotei         | [ 1 ]  |
| 18 marca        | King & Queen                                                                               | Tomoyasu Hotei         | [ 1 ]  |
| 25 marca        | SINGLES COLLECTION+6                                                                       | Wands                  | [ 1 ]  |
| 1 kwietnia      | Daiginjō (jap. 大吟醸)                                                                     | Miyuki Nakajima        | [ 1 ]  |
| 8 kwietnia      | globe                                                                                      | globe                  | [ 1 ]  |
| 15 kwietnia     | LOVE UNLIMITED∞                                                                            | Dreams Come True       | [ 1 ]  |
| 22 kwietnia     | globe                                                                                      | globe                  | [ 1 ]  |
| 29 kwietnia     | globe                                                                                      | globe                  | [ 1 ]  |
| 6 maja          | STYLE                                                                                      | LUNA SEA               | [ 1 ]  |
| 13 maja         | globe                                                                                      | globe                  | [ 1 ]  |
| 20 maja         | globe                                                                                      | globe                  | [ 1 ]  |
| 27 maja         | globe                                                                                      | globe                  | [ 1 ]  |
| 3 czerwca       | Neon Genesis Evangelion III                                                                | Ścieżka dźwiękowa      | [ 1 ]  |
| 10 czerwca      | FAKE STAR ~I'M JUST A JAPANESE FAKE ROCKER~                                                | Kuroyume               | [ 1 ]  |
| 17 czerwca      | LOVE BRACE                                                                                 | Tomomi Kahala          | [ 1 ]  |
| 24 czerwca      | Only Good Summer                                                                           | TUBE                   | [ 1 ]  |
| 1 lipca         | LOVE BRACE                                                                                 | Tomomi Kahala          | [ 1 ]  |
| 8 lipca         | Shinkai (jap. 深海)                                                                        | Mr. Children           | [ 1 ]  |
| 15 lipca        | Red                                                                                        | Nanase Aikawa          | [ 1 ]  |
| 22 lipca        | TODAY IS ANOTHER DAY                                                                       | Zard                   | [ 1 ]  |
| 29 lipca        | Young Love                                                                                 | Southern All Stars     | [ 1 ]  |
| 5 sierpnia      | SWEET 19 BLUES                                                                             | Namie Amuro            | [ 1 ]  |
| 12 sierpnia     | SWEET 19 BLUES                                                                             | Namie Amuro            | [ 1 ]  |
| 19 sierpnia     | SINCE 1995 〜 FOREVER                                                                      | V6                     | [ 1 ]  |
| 26 sierpnia     | SMAP 009                                                                                   | SMAP                   | [ 1 ]  |
| 2 września      | SINGLES                                                                                    | T-Bolan                | [ 1 ]  |
| 9 września      | SINGLES                                                                                    | T-Bolan                | [ 1 ]  |
| 16 września     | PSYENCE                                                                                    | hide                   | [ 1 ]  |
| 23 września     | by myself                                                                                  | Hitomi                 | [ 1 ]  |
| 30 września     | MONTAGE                                                                                    | Yen Town Band          | [ 1 ]  |
| 7 października  | MONTAGE                                                                                    | Yen Town Band          | [ 1 ]  |
| 14 października | MISSING PIECE                                                                              | Kyōsuke Himuro         | [ 1 ]  |
| 21 października | MTV UNPLUGGED LIVE                                                                         | CHAGE&ASKA             | [ 1 ]  |
| 28 października | Kyūtai no kanaderu ongaku (jap. 球体の奏でる音楽)                                          | Kenji Ozawa            | [ 1 ]  |
| 4 listopada     | Indigo chiheisen (jap. インディゴ地平線)                                                   | Spitz                  | [ 1 ]  |
| 11 listopada    | Indigo chiheisen (jap. インディゴ地平線)                                                   | Spitz                  | [ 1 ]  |
| 18 listopada    | DAHLIA                                                                                     | X JAPAN                | [ 1 ]  |
| 25 listopada    | Aozora no tobira ~THE DOOR FOR THE BLUE SKY~ (jap. 青空の扉 〜THE DOOR FOR THE BLUE SKY〜) | Shōgo Hamada           | [ 1 ]  |
| 2 grudnia       | BELOVED                                                                                    | Glay                   | [ 1 ]  |
| 9 grudnia       | FRIENDS II                                                                                 | B’z                    | [ 1 ]  |
| 16 grudnia      | GREETING                                                                                   | V6                     | [ 1 ]  |
| 23 grudnia      | MAXIMUM                                                                                    | MAX                    | [ 1 ]  |
| 30 grudnia      | GOLDEN Q                                                                                   | Sharan Q               | [ 1 ]  |